# Portal Nord
El Portal Nord és una obra de Saus, Camallera i Llampaies (Alt Empordà) inclosa a l'Inventari del Patrimoni Arquitectònic de Catalunya. Situat dins del nucli urbà de la població de Saus, a la banda nord i al tram final del carrer de les Eres, donant sortida o accés al nucli antic i enllaçant amb els carrers del Corral i Nou.

## Descripció
Es tracta d'una volta d'arc rebaixat, bastida amb còdols de pedra lligats amb morter, i carreus ben desbastats a les cares exteriors. Conserva restes de l'encofrat original utilitzat per construir-la i diverses reformes als paraments laterals, els quals formen part actualment del mateix edifici. Aquest presenta dos portals d'accés a l'interior, un d'arc rebaixat adovellat al sud i l'altre rectangular amb llinda plana i carreus, situat sota la volta, on també hi ha una senzilla finestra, a manera d'espitllera. A la banda sud, damunt de la volta, hi ha una finestra rectangular emmarcada amb carreus de pedra i amb la llinda plana decorada. Al costat destaca un cos extern adossat, que podria correspondre a un pou o un forn de l'habitatge en qüestió.